# Barbie's bruiloft
Barbie's bruiloft is een Nederlandse, zesdelige realitysoap van RTL 5 waarin Samantha de Jong (beter bekend als Barbie) gevolgd wordt in de periode voor haar bruiloft met Michael van der Plas. 